# Илич, Зоран
Зоран Илич (венг. Ilics Zoran; род. 2 января 2002) — венгерский гандболист, выступает за гандбольный клуб «Гамбург» и сборную Венгрии по гандболу. Участник летних Олимпийских игр 2024 года.

## Карьера

### Клубная
Зоран Илич перешёл в 2018 году в «Веспрем», где сначала выступал во второй команде. В сезоне 2019/20 годов дебютировал в основной команде венгерской лиги. Сыграл в некоторых матчах Лиги чемпионов ЕГФ 2019/20 годов. В сезоне 2020/21 годов отдан в аренду польскому клубу первого дивизиона «Висла». С 2021 года снова выступал за «Веспрем». С этой командой выиграл чемпионат и кубок в 2023 году.
В сезоне 2023/24 годов перешёл в клуб немецкой Бундеслиги «Гамбург». С лета 2025 года будет вновь выступать за «Вислу».

### Международная карьера в сборной
В составе сборной Венгрии дебютировал 4 ноября 2020 года в матче против Испании со счётом 32:29. Вместе с Венгрией занял восьмое место на чемпионате мира 2023 года, забив в турнире десять голов в девяти матчах. В составе юношеской сборной стал серебряным призёром на чемпионате мира 2023 года и был включён в состав команды звёзд турнира.
В августе 2024 года был включён в состав Венгрии для участия в Олимпийском турнире по гандболу. Сборная Венгрии, сыграв пять матчей не смогла выйти из группы B, а игроки команды завершили участие в турнире.